# Brent Mydland
Brent Mydland (München, 21 oktober 1952 – 
Lafayette, 26 juli 1990) was een Amerikaans musicus en songwriter. Hij was de vierde toetsenist van de rockband Grateful Dead, waar hij in totaal 11 jaar bij speelde.

## Biografie

### Jonge jaren
Mydland werd geboren in Duitsland maar verhuisde als eenjarige met zijn ouders naar de Verenigde Staten. Hij bracht zijn jeugd grotendeels door in de omgeving van San Francisco. Op zijn zesde begon hij met pianolessen. Zijn moeder spoorde hem aan dagelijks twee uur te oefenen. Hij liet zich inspireren door artiesten als Lee Michaels, Ray Manzarek en Goldie McJohn van Steppenwolf.

### Grateful Dead
In 1978 speelde Mydland in een soloproject van Bob Weir genaamd de Bob Weir Band. Op 16 april 1979 kwam hij bij Grateful Dead als vervanger van Keith Godchaux en Donna Godchaux. Daarmee begon zijn beroepscarrière. De band ging op tournee in de periode dat Jerry Garcia bezig was te herstellen van een coma.
Mydland werd al snel een belangrijk onderdeel van de band, vooral vanwege zijn bijdragen als tekstschrijver. Het album Go to Heaven (1980) bevatte twee van Mydlands nummers, "Far from Me" en "Easy to Love You". Voor het volgende album, In the Dark (1987), schreef Mydland mee aan het lied "Hell in a Bucket". Zelf schreef hij voor dit album "Tons of Steel". Built to Last (1989) bevatte nog enkele van Mydlands werken, waaronder "Just a Little Light", "We Can Run, But We Can't Hide", "Blow Away", en "I Will Take You Home".
Mydlands laatste optreden met The Grateful Dead was op 23 juli 1990 in het World Music Theater in Tinley Park, Illinois (dit werd later het Tweeter Center; tegenwoordig is het 't First Midwest Bank Amphitheatre).

### Andere projecten
Mydland zat in 1980 en 1981 ook bij Bobby and the Midnites. In 1986 richtte hij Go Ahead op samen met Bill Kreutzmann, Jesse Colin Young, Alex Ligertwood en David Margen.

### Dood
Brent Mydland overleed in zijn huis in Lafayette aan de gevolgen van een overdosis. Hij werd begraven in het Oakmont Memorial Park aldaar. Hij werd bij Grateful Dead vervangen door Vince Welnick.

## Discografie

### Studioalbums Grateful Dead
- Go to Heaven – 1980
- Reckoning – 1981
- Dead Set – 1981
- In the Dark – 1987
- Dylan & the Dead - 1989
- Built to Last – 1989
- Without a Net - 1990

### Livealbums Grateful Dead
- Infrared Roses –1991
- Grayfolded – 1994
- Dick's Picks Volume 5 – 1996
- Dozin' at the Knick – 1996
- Dick's Picks Volume 6 – 1996
- Terrapin Station (Limited Edition) – 1997
- Fallout from the Phil Zone – 1997
- Dick's Picks Volume 13 – 1999
- View from the Vault, Volume One – 2000
- Dick's Picks Volume 21 – 2001
- Nightfall of Diamonds – 2001
- Postcards of the Hanging – March 2002
- View from the Vault, Volume Three – 2002
- Go to Nassau – 2002
- View from the Vault, Volume Four – 2003
- Dick's Picks Volume 32 – 2004
- Truckin' Up to Buffalo – 2005
- Road Trips Volume 1 Number 1 – 2007
- Road Trips Volume 3 Number 1 – 2009
- Crimson White & Indigo – 2010
- Road Trips Volume 3 Number 4 – 2010
- Formerly the Warlocks – 2010
- Road Trips Volume 4 Number 2 – 2011
- Road Trips Volume 4 Number 4 – 2011

### Overig
- Silver – Silver – 1976
- Sweet Surprise – Eric Andersen – 1976
- Bobby and the Midnites – Bobby and the Midnites – 1981
- A Wing and a Prayer – Matt Kelly – 1985
- Down in the Groove – Bob Dylan – 1988
- New Frontier – New Frontier – 1988